# 2004 en Égypte
Chronologie de l'Égypte
- 2000
- 2001
- 2002
- 2003
- 2004
- 2005
- 2006
- 2007
- 2008

Cet article présente les faits marquants de l'année 2004 en Égypte.

## Évènements
- 3 janvier : le Boeing 737-300 effectuant le vol Flash Airlines 604 s'est écrasé dans la mer Rouge, au large de la station balnéaire de Charm el-Cheikh, en Égypte, peu après son décollage, ne laissant aucun survivant parmi les 135 passagers et les 13 membres d'équipage.
- 24 février : Ayman Al-Zaouahiri, bras droit égyptien d'Oussama ben Laden et véritable cerveau d'Al-Qaïda, prononce pour la première fois des menaces explicites contre la France, dans une cassette audio diffusée sur la chaîne al-Arabiya basée à Dubaï, à cause de l'interdiction du voile islamique.

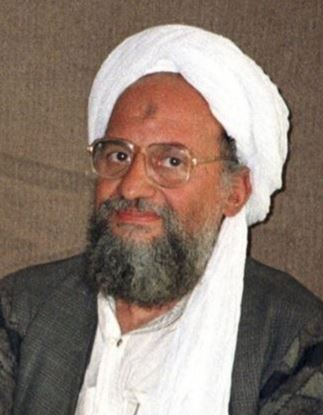
Ayman al-Zawahiri.

- 8 octobre : double attentat à la voiture piégée à Taba (Égypte), lieu de vacances de nombreux Israéliens ; 34 morts.

## Culture

### Cinéma
- Alexandrie-New York
- La Porte du soleil

## Sport
- Égypte aux Jeux olympiques d'été de 2004

### Football
- Supercoupe de la CAF 2004
- Championnat d'Égypte de football 2003-2004

### Handball
- Championnat d'Afrique des nations féminin de handball 2004
- Championnat d'Afrique des nations masculin de handball 2004

### Lutte
- Championnats d'Afrique de lutte 2004

### Pentathlon moderne
- Championnats d'Afrique de pentathlon moderne 2004

### Squash
- Hurghada International 2004